# Кочевка (приток Ирбита)
Кочевка — река в России, протекает в Свердловской области. Устье реки находится в 52 км по правому берегу реки Ирбит. Длина реки составляет 19 км.
В 6 км от устья по правому берегу реки впадает река Шаровка.

## Данные водного реестра
По данным государственного водного реестра России относится к Иртышскому бассейновому округу, водохозяйственный участок реки — Ница от слияния рек Реж и Нейва и до устья, речной подбассейн реки — Тобол. Речной бассейн реки — Иртыш.
Код объекта в государственном водном реестре — 14010501912111200007163.